# Coupe du Congo-Kinshasa de football 1968
Navigation
Championnat national 1967 Championnat National 1969
La saison 1968 du Championnat du Congo kinshasa de football est la huitième édition de la première division au Congo Kinshasa. La compétition rassemble les meilleures équipes du pays.
Cette saison est la cinquième après l'indépendance.

## Compétition

### Phase finale
La phase finale se joue à Kisangani au stade Patrice Lumumba.
Les clubs participants à la phase finale sont :
- Sporting Malekesa
- AS Victoria Club
- FC St.-Eloi
- TP Englebert
- AS Bilima

### Finale
Le 22 septembre 1968, au stade Patrice Lumumba, Kisangani.
Le FC St.-Eloi bat le TP Englebert.